# William Hansson
William Hansson (* 19. Juni 2001) ist ein schwedischer Skirennläufer. Er startet hauptsächlich in den technischen Disziplinen Riesenslalom und Slalom.

## Karriere
Hansson begann im Alter von 11 Jahren mit dem Skisport. Sein internationales Renndebüt gab er bei einem Rennen der FIS Entry League am 25. Januar 2017 in Kåbdalis.
Sein erstes internationales Großereignis bestritt er zwei Jahre später. Bei den Juniorenweltmeisterschaften in Val di Fassa schied er jedoch im Slalom aus und lieb so ohne Platzierung. Seine ersten Siege auf kontinentaler Ebene feierte er am 5. Dezember 2019, als er bei einem Slalom des Far East Cups gewann.
Bei den Weltmeisterschaften 2021 gewann Hansson überraschend die Silbermedaille mit der Mannschaft, wobei er als Ersatzmann ohne Einsatz blieb. Einen Monat später stürzte er bei einem FIS-Rennen in Sunne und zog sich dabei eine Unterschenkelfraktur zu.
2023 wurde Hansson erstmals schwedischer Meister im Slalom.
Am 2. März 2024 gewann Hansson seine ersten Weltcuppunkte, als er am beim Riesenslalom von Aspen den 26. Platz belegte.
Seine bisher beste Platzierung im Weltcup erreichte er am 27. Oktober 2024 beim Riesenslalom in Sölden mit Rang 18, wobei er im zweiten Durchgang die zweitschnellste Laufzeit erzielte.
Bei den Weltmeisterschaften 2025 in Saalbach gewann Hansson erneut eine Medaille im Mannschaftswettbewerb als Ersatzmann. Gemeinsam mit Estelle Alphand, Sara Hector, Fabian Ax Swartz, Kristoffer Jakobsen und Lisa Nyberg holte er Bronze.

## Erfolge

### Weltmeisterschaften
- Cortina d’Ampezzo 2021: 2. Mannschaftswettbewerb, DNF Riesenslalom, DNF Slalom, DNQ Parallelrennen
- Saalbach 2025: 3. Mannschaftswettbewerb, 24. Slalom

### Weltcup
- Zwei Platzierung unter den besten 30

### Juniorenweltmeisterschaften
- Val di Fassa 2019: DNF Slalom
- Narvik 2020: DNF Super-G
- Bansko 2021: 8. Riesenslalom, DNF Slalom

### Europacup
- Eine Platzierung unter den besten 10

### Far East Cup
- 4 Podestplätze, davon 3 Siege

| Datum            | Ort     | Land                | Disziplin    |
| ---------------- | ------- | ------------------- | ------------ |
| 5. Dezember 2019 | Wanlong | Volksrepublik China | Slalom       |
| 6. Dezember 2019 | Wanlong | Volksrepublik China | Riesenslalom |
| 7. Dezember 2019 | Wanlong | Volksrepublik China | Riesenslalom |

### South American Cup
- 3 Podestplätze, davon 2 Siege

| Datum              | Ort          | Land        | Disziplin    |
| ------------------ | ------------ | ----------- | ------------ |
| 11. September 2023 | Cerro Castor | Argentinien | Riesenslalom |
| 12. September 2023 | Cerro Castor | Argentinien | Riesenslalom |

### Weitere Erfolge
- Schwedischer Meister im Slalom 2023
- 11 Siege bei FIS-Rennen